# Finanzgericht Köln

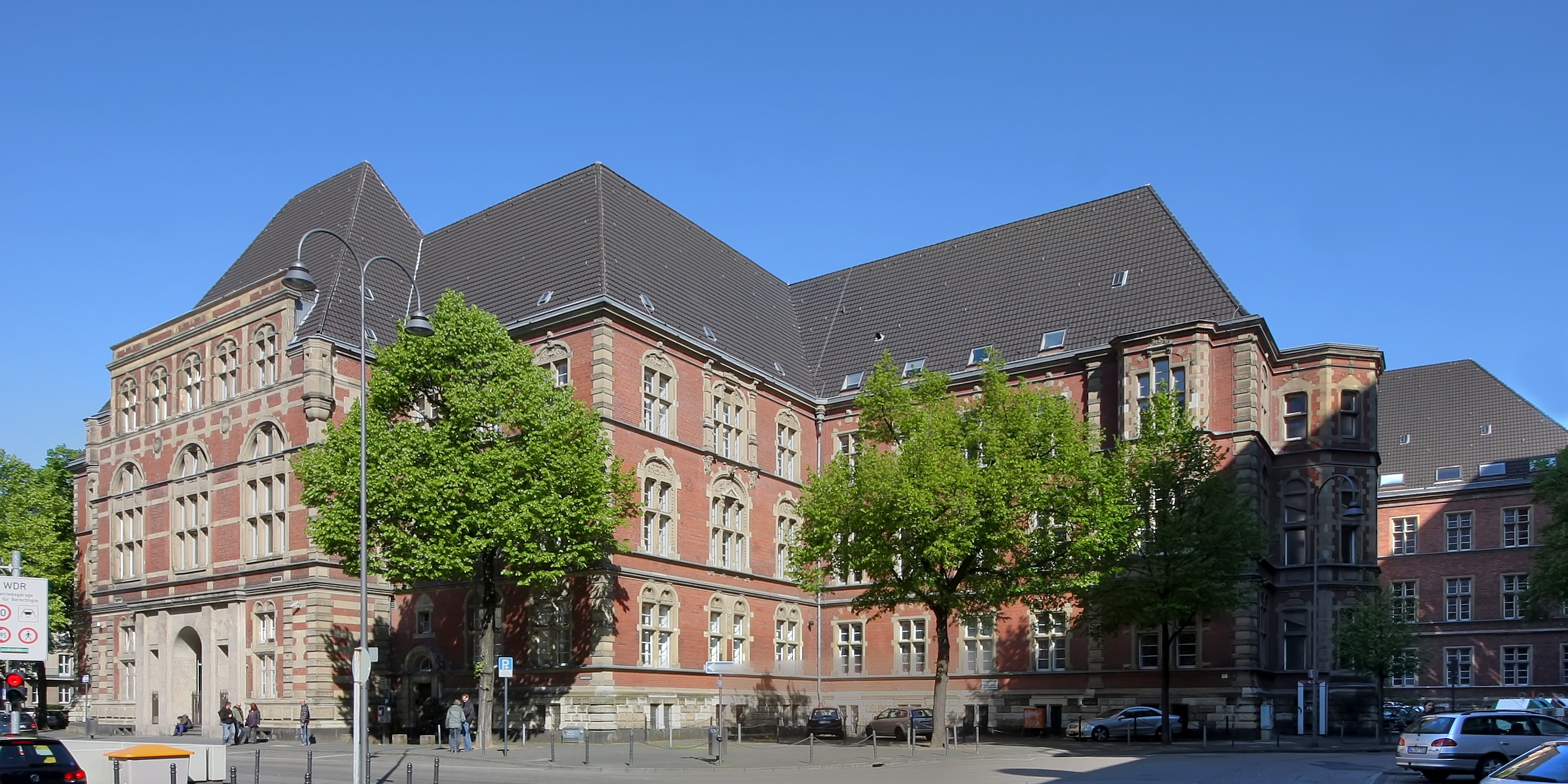
Das Gebäude des Finanzgerichts und des Verwaltungsgerichts (siehe: Justizgebäude am Appellhofplatz)

Das Finanzgericht Köln ist eines von drei Finanzgerichten des Landes Nordrhein-Westfalen.

## Gerichtssitz, Gerichtsgebäude und Gerichtsbezirk
Das Finanzgericht Köln hat seinen Sitz in Köln-Altstadt-Nord, Appellhofplatz. Gerichtsgebäude ist seit 1995 das historische Justizgebäude am Appellhofplatz. Das Gericht ist örtlich für den Regierungsbezirk Köln zuständig. Die weiteren Finanzgerichte des Bundeslandes Nordrhein-Westfalen sind das Finanzgericht Düsseldorf und das Finanzgericht Münster.

## Aufgaben
Das Fachgericht entscheidet über steuer- / abgabenrechtliche Streitigkeiten aus seinem Bezirk einschließlich solcher, die das steuerrechtliche Kindergeld betreffen, zudem über berufsrechtliche Streitigkeiten der Steuerberater. Entgegen einem weit verbreiteten Irrtum ist die Finanzgerichtsbarkeit nicht für Steuerstrafverfahren zuständig.

## Geschichte
Ein Vorgänger-Gericht zu dem heutigen Kölner Fachgericht wurde bereits zum 1. April 1922 gegründet. Dieses so bezeichnete "Finanzgericht Köln" war entsprechend den gesetzlichen Vorgaben dem Landesfinanzamt Köln – also der Vorgängerbehörde der Oberfinanzdirektion Köln (heute Oberfinanzdirektion Nordrhein-Westfalen) als Verwaltungsmittelbehörde – angegliedert, dessen Direktor als Vorsitzender aller acht Kammern zusammen mit anderen Finanzbeamten (Referenten) seiner Behörde und ehrenamtlich tätigen Bürgern als Richter urteilte. Die richterliche Unabhängigkeit beschränkte sich allerdings für diese reichsweit errichteten Finanzgerichte als erstinstanzlicher Unterbau des Reichsfinanzhofs auf eine Weisungsfreiheit im jeweils streitigen Einzelfall. Deshalb und wegen der fehlenden personellen / organisatorischen Trennung zwischen Verwaltung einerseits sowie Gerichtsbarkeit andererseits wird man auch dieses frühere "Finanzgericht Köln" nicht mit dem heutigen Kölner Gericht auf eine Stufe stellen können. Die Tätigkeit dieses frühen Kölner Finanzgerichts wurde 1939 außer Kraft gesetzt, als durch "Führer-Erlass" die "Berufung in Abgabenangelegenheiten" abgeschafft wurde.
Als nach dem Zweiten Weltkrieg in der Britischen Zone die rechtlichen Voraussetzungen für die "Wiedererrichtung von Finanzgerichten" geschaffen wurden, wurde Köln – anders als Münster und Düsseldorf – nicht als Sitz eines solchen Fachgerichts berücksichtigt. Vielmehr wurde in Köln nur eine Außenstelle des Finanzgerichts Düsseldorf eingerichtet, das zum 1. August 1949 mit 4 Kammern seine Tätigkeit aufnahm, zusammen mit den zwei weiteren "Kammern in Köln". Örtlich zuständig waren diese beiden Kölner Spruchkörper für Verfahren aus dem Bereich der damaligen Oberfinanzdirektion Köln, in deren Gebäude Wörthstr. 1 die Kammern auch zunächst untergebracht waren. Angewachsen auf drei Spruchkörper, jetzt Senate, zog das Gericht 1967 in ein umgebautes Miethaus in der Adolf-Fischer-Str. 12–16 als Hauptgebäude.
Das heutige Finanzgericht Köln wurde zum 1. Juli 1980 durch die Verselbständigung der früheren Düsseldorfer Außensenate in Köln, verstärkt um zwei neue Senate, mit insgesamt zwölf Spruchkörpern errichtet Vorausgegangen war eine mehr als Vervierfachung der jährlichen Verfahrensneueingänge in den 1970er Jahren mit weiter steigender Tendenz. Mit schließlich zehn Senaten war die Kölner Außenstelle vor der Neugründung fast so groß gewesen wie das Düsseldorfer Haupthaus mit 13 Senaten. Die erneute Verdoppelung der jährlichen Eingangszahlen in der Zeit von 1981 bis 1997 machte 1988, 1996 und 1998 die Errichtung weiterer Senate erforderlich. Mit 15 Spruchkörpern ist das Finanzgericht Köln inzwischen eines der größten der 18 Finanzgerichte Deutschlands. Im Juli 2020 waren 48 Richterinnen und Richter und 41 weitere Bedienstete an dem Gericht beschäftigt, unterstützt von 374 ehrenamtlichen Laienrichterinnen und Laienrichtern.

## Gerichtsaufbau und übergeordnetes Gericht
Das Finanzgericht entscheidet regelmäßig durch seine Senate als Spruchkörper, die mit drei Berufsrichtern und zwei ehrenamtlichen Richtern besetzt sind, in einfach gelagerten Fällen auch durch einen Berufsrichter als Einzelrichter. Wie viele andere Finanzgerichte hat auch das Finanzgericht Köln im Rahmen seiner internen Geschäftsverteilung Fachsenate für bestimmte Steuerarten und Aufgaben eingerichtet.
Die Finanzgerichte sind vom Gesetzgeber als obere Landesgerichte konzipiert, so dass die Finanzgerichtsbarkeit nur zweistufig aufgebaut ist. Deshalb stellt das Finanzgericht die erste und einzige Tatsacheninstanz dar. Das übergeordnete Gericht ist der Bundesfinanzhof in München.

## Leitung
- Leo Witte (1980)
- 20. März 1981–1992: Walter Tillen, * 18. Januar 1927
- 27. Januar 1992–2009: Jürgen Schmidt-Troje, * 16. Mai 1944
- 6. Dezember 2010–2024: Benno Scharpenberg[13]
- Seit 1. Juni 2024: Jürgen Hoffmann[14]